# Història dels Balcans

Península dels Balcans, definida geogràficament per la línia Danubi-Sava-Kupa

Els Balcans i parts d'aquesta zona se situen alternativament al Sud-est, Sud, est d'Europa i Centre d'Europa. La identitat diferenciada i la fragmentació dels Balcans es deu en gran manera a la seva història comuna i sovint turbulenta en relació amb segles de conquesta de l'Imperi Otomà i a la seva geografia molt muntanyenca.

## Prehistòria

### Paleolític
Les primeres proves creïbles de la presència dels humans moderns a Europa són un conjunt d'artefactes trobats al sud-centre i possiblement a l'Europa de l'Est, corresponents al Paleolític mitjà i que daten de fa uns 48.000 anys, similars als conjunts fets al Llevant en una data anterior i aparentment representen un moviment de població cap als Balcans durant un interval de clima càlid. Un segon moviment de població correspon a un conjunt divers d'artefactes similars als conjunts contemporanis fets per humans moderns al Llevant, trobats als Balcans, parts del sud-oest d'Europa i probablement a l'Europa de l'Est, i que daten de diversos interstadials breus que van precedir al començament del quart event Heinrich fa uns 40.000 anys. Les restes esquelètiques humanes més antigues conegudes a Europa que es poden assignar inequívocament a l'Homo sapiens trobades a Peștera cu Oase daten de fa uns 42.000 anys però no s'associen amb artefactes. Després de l'erupció ignimbrítica de la Campània fa uns 40.000 anys, els conjunts d'artefactes assignats a la fase cultural Aurinyacià, una indústria associada a les modernes restes esquelètiques humanes desenvolupades a Europa, es van estendre per tot el continent. Les restes trobades representen que probablement els moviments moderns de població humana des del Pròxim Orient cap a Europa es van produir a través dels Balcans, per la seva proximitat. Àsia central es considera una altra possible font de poblacions humanes modernes a Europa, especialment per l'Europa de l'Est. en canvi, la península Ibèrica i el Caucas semblen rutes menys probables, perquè les poblacions locals de neandertals van estar presents a les dues zones fins relativament tard.

### Mesolític

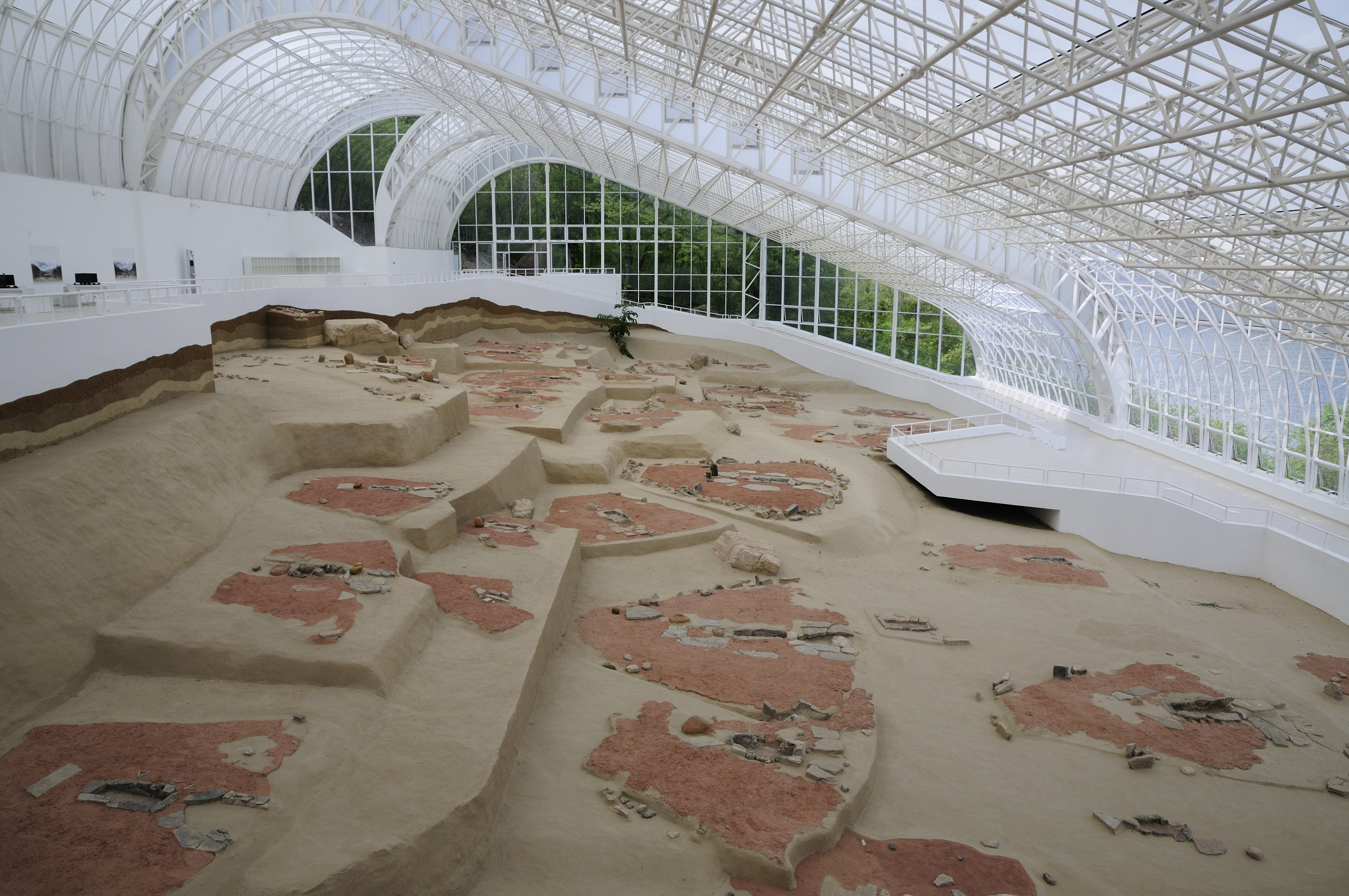
Lepenski Vir a Sèrbia

El primer assentament humà a Europa és el Mesolític de les Portes de Ferro (11000 a 6000 abans de Crist), situat prop del riu Danubi, a l'actual Sèrbia i Romania. Ha estat descrita com «la primera ciutat d'Europa», a causa de la seva permanència, organització, així com a la sofisticació de la seva arquitectura i tècniques de construcció.

### Neolític

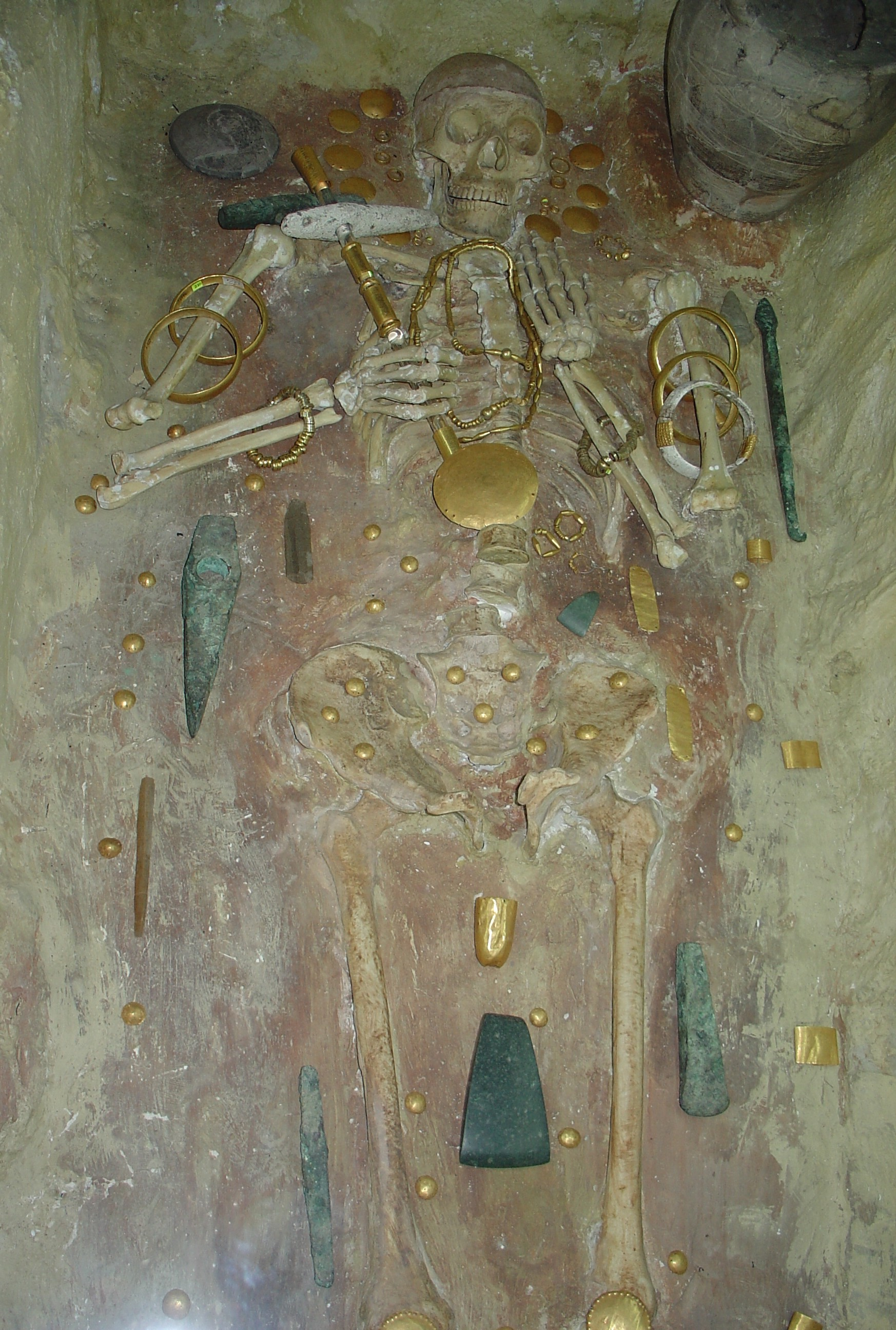
Un enterrament a Varna, Bulgària, amb algunes de les joies d'or més antigues del món.

Arqueòlegs han identificat diversos complexos culturals primerencs, incloent-hi la cultura de Cucuteni (4500 a 3500 abans de Crist), la cultura de Starčevo (6500 a 4000 abans de Crist), cultura de Vinča (5000 a 3000 abans de Crist), cultura de la ceràmica de bandes (5500 a 4500 abans de Crist), i cultura d'Ezero (3300-2700 aC). La eneolítica cultura de Varna a Bulgària (4600-4200 aC datació per radiocarboni) va produir el primer tresor d'or conegut al món i tenia sofisticades creences sobre la vida després de la mort. Un conjunt notable d'artefactes són les Taules de Tărtăria trobades a Romania, que semblen estar inscrites amb Escriptura Vinča, la protoescritura. La cultura butmir (2600 a 2400 aC), trobada als afores de l'actual Sarajevo, va desenvolupar una ceràmica única, i probablement va ser envaïda pels proto-il·liris a l'Edat de Bronze.
La Hipòtesi dels kurgans de la llengua protoindoeuropea (PEU) suposa una expansió gradual de la cultura kurgan, entorn del 5000 abans de Crist, fins a abastar tota l'Estepa Pòntica. Kurgan IV es va identificar amb la cultura Yamna del voltant del 3000 aC.

### Edat del Coure

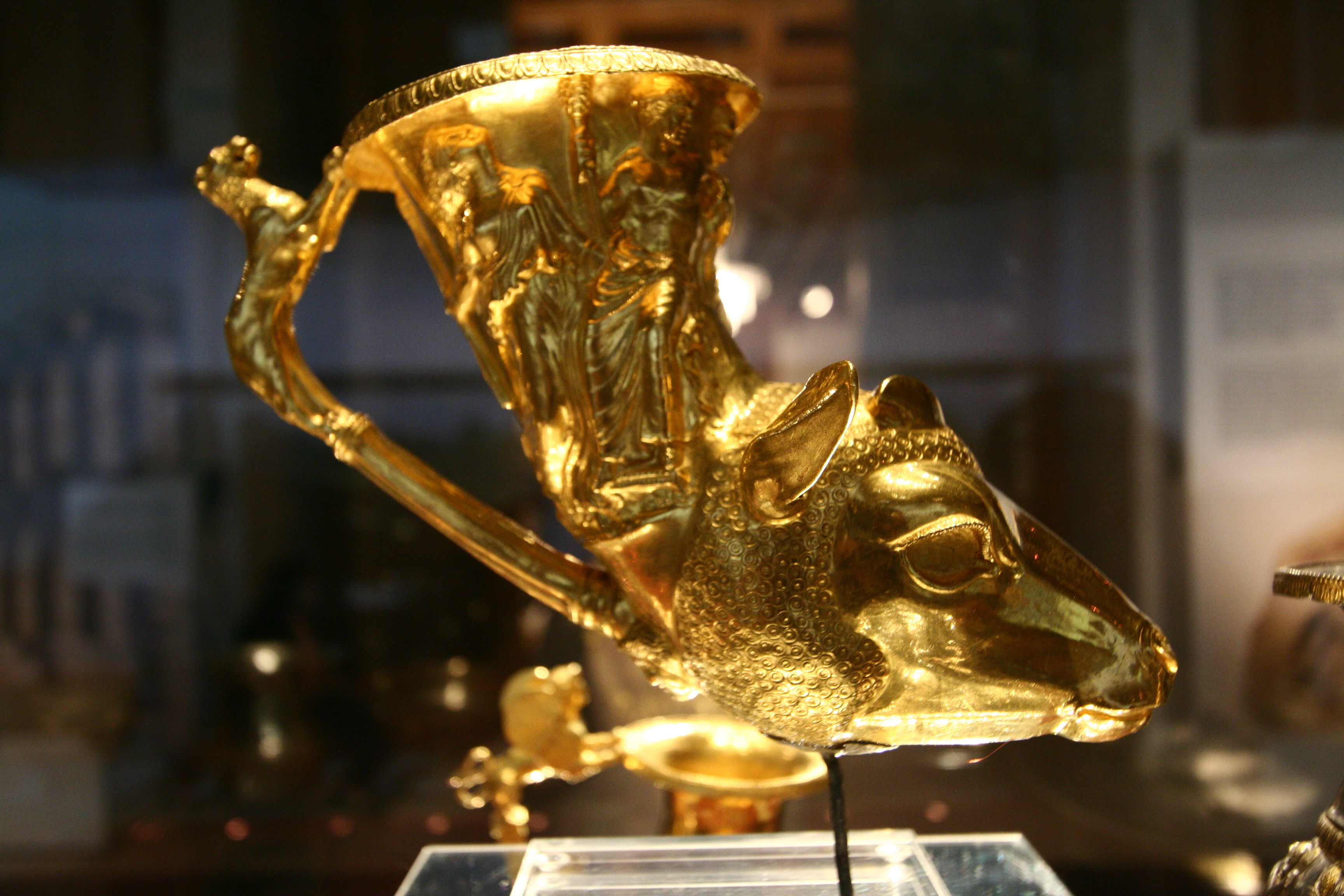
Un ritó daurat, un dels elements del tresor traci Panagyurishte de Bulgària, que data dels segles IV al III aC.

En ca. 1000 aC, Les tribus Il·líries apareixen en el que és l'actual Albània i fins a la mar Adriàtica en l'actual Montenegro, Bòsnia i Hercegovina, Croàcia, parts de Sèrbia, etc. Els tracis vivien a Tràcia i terres adjacents (ara principalment Bulgària, però també Romania, al nord-est de Grècia, la Turquia europea, l'est de Sèrbia i Macedònia del Nord), i els estretament relacionats dacis vivien en el que avui és Romania.
Aquests tres grans grups tribals parlaven llengües paleobalcàniques, llengües indoeuropees. Els frigis semblen haver-se assentat en el sud dels Balcans en un primer moment, i segles més tard van continuar la seva migració per establir-se a Àsia Menor, avui extinta com a grup i llengua independent.

## Edat antiga

### Edat de Ferro
Després del període que va seguir a l'arribada dels doris, conegut com a Edat Fosca o Període geomètric, la cultura grega clàssica es va desenvolupar al sud de la península balcànica, a les illes de l'Egeu i en les colònies gregues de l'oest d'Àsia Menor, començant al voltant del segle IX o VIII aC i aconseguint el seu punt màxim amb la democràcia que es va desenvolupar als segles VI i V aC Atenes. Posteriorment, la cultura hel·lenística cultura es va estendre per l'imperi creat per Alexandre el Gran al segle IV aC. Els grecs van ser els primers a establir un sistema de rutes comercials als Balcans, i per facilitar el comerç amb els nadius, entre el 700 aC  i el 300 aC  van fundar una sèrie de colònies al mar Negre (Pont Euxí), Àsia Menor, Dalmàcia, el sud d'Itàlia (Magna Grècia), etc.
A la fi de segle iv aC, la llengua i la cultura gregues eren dominants no només en els Balcans, sinó també a tota la Mediterrània oriental. A la fi de segle vi aC, els perses van envair els Balcans, per després dirigir-se a les zones fèrtils d'Europa. Parts dels Balcans i zones més septentrionals van ser governades pel Perses aquemènides durant algun temps, incloent-hi Tràcia, Peònia, Macedònia, i la majoria de les regions costaneres de la mar Negra de Bulgària, Romania, Ucraïna, i Rússia. No obstant això, el resultat de les Guerres mèdiques greco-perses va fer que els aquemènides es veiessin obligats a retirar-se de la majoria dels seus territoris europeus.
L'imperi traci odrisi, el regne odrisi, va ser el més important estat daco-traci de la unió, i probablement va ser fundat en la dècada de 470 aC, després de la derrota dels perses a Grècia, tenia la seva capital a Seutòpolis, prop de Kazanlak, Stara Zagora Província, al centre de Bulgària. Altres unions tribals existien a Dàcia almenys des de principis de segle II aC sota el rei Oroles. Les tribus il·líries estaven situades a la zona corresponent a l'actual costa adriàtica. El nom Illyrii s'utilitzava originalment per referir-se a un poble que ocupava una àrea centrada en el llac Skadar, situat entre Albània i Montenegro. No obstant això, el terme va ser utilitzat posteriorment pels grecs i els romans com a nom genèric per als diferents pobles dins d'una àrea ben definida però molt més gran. De la mateixa manera, el territori a nord del regne de Macedònia estava ocupat pels paeonians, que també estaven governats per reis.

### L'Imperi Aquemènida (seglesviavaC)
Al voltant de l'any 513 aC, com a part de les incursions militars ordenades per Darios I, un enorme exèrcit aquemènida va envair els Balcans i va intentar derrotar els escites occidentals que vagaven a nord del riu Danubi. Diversos pobles tracis, i gairebé totes les altres regions europees que voregen el mar Negre (incloent-hi parts de l'actual Bulgària, Romania, Ucraïna i Rússia), van ser conquerits per l'exèrcit aquemènida abans que aquest tornés a l'Àsia Menor. El molt apreciat comandant de Daríos Megabazos va ser el responsable de complir les conquestes als Balcans. Les tropes aquemènides van conquerir Tràcia, les ciutats costaneres gregues i les peonianes. Finalment, al voltant del 512-511 aC, el rei macedoni Amintes I va acceptar la dominació aquemènida i va lliurar el seu país com a estat vassall a la Pèrsia aquemènida. L'exèrcit multiètnic aquemènida comptava amb molts soldats dels Balcans. A més, molts dels membres de l'elit macedònia i persa es van casar entre si. Per exemple, el mateix fill de Megabazos, Bubares, es va casar amb la filla d'Amyntas, Gygaea; i això suposadament va assegurar les bones relacions entre els governants macedonis i aquemènides.

### Estats preromans (segles IV a I aC)
Bardil·lis, un cacic dardani, va crear un regne que va convertir a Il·líria en una formidable potència local al segle iv aC. Les principals ciutats d'aquest regne eren Shkodër (Albània) i Risano (Montenegro). L'any 359 abans de Crist, el rei Pérdicas III de Macedònia va ser assassinat pels atacs dels il·liris.
Però l'any 358 aC, Filip II de Macedònia, pare d'Alexandre el Gran, va derrotar els il·liris i va assumir el control del seu territori fins al llac Okhrida. (actual Macedònia del Nord). El mateix Alexandre va derrotar les forces del cap il·liri Clit al 335 aC , i els líders tribals i soldats il·liris van acompanyar a Alexandre en la seva conquesta de Pèrsia. Després de la mort d'Alexandre al 323 aC , els estats grecs van tornar a lluitar entre si, mentre que al nord van tornar a sorgir estats il·liris independents. Al 312 aC , el rei Glaucies es va apoderar de Epidamno (Durrës). A la fi de segle iii aC, un regne il·liri amb seu a Scodra controlava parts del nord d'Albània i el litoral de Montenegro. Sota el comandament de la Reina Teuta, els il·liris van atacar als vaixells mercants romans que solcaven el mar Adriàtic i van donar a la Roma una excusa per envair els Balcans.

## Període romà
A partir del segle ii aC, la naixent República Romana va començar a annexionar la zona dels Balcans, transformant-la en una de les regions més pròsperes i estables de l'Imperi. El llegat romà és visible fins avui en els nombrosos monuments i artefactes repartits pels Balcans i, sobretot, en les llengües de base llatina utilitzades per gairebé 25 milions de persones a la zona, les llengües balcorromances. No obstant això, la influència romana no va aconseguir dissoldre la cultura grega, que va mantenir un estatus predominant en la meitat oriental de l'Imperi, i va seguir sent fort a la meitat sud dels Balcans.
A partir del segle iii, les fronteres de Roma en els Balcans es van debilitar a causa dels desordres polítics i econòmics interns. Durant aquesta època, els Balcans, especialment Il·lírico, van adquirir més importància. Es va convertir en una de les quatre prefectures de l'Imperi, i molts guerrers, administradors i emperadors van sorgir de la regió. Molts governants van construir les seves residències a la regió.

### Ascens del cristianisme

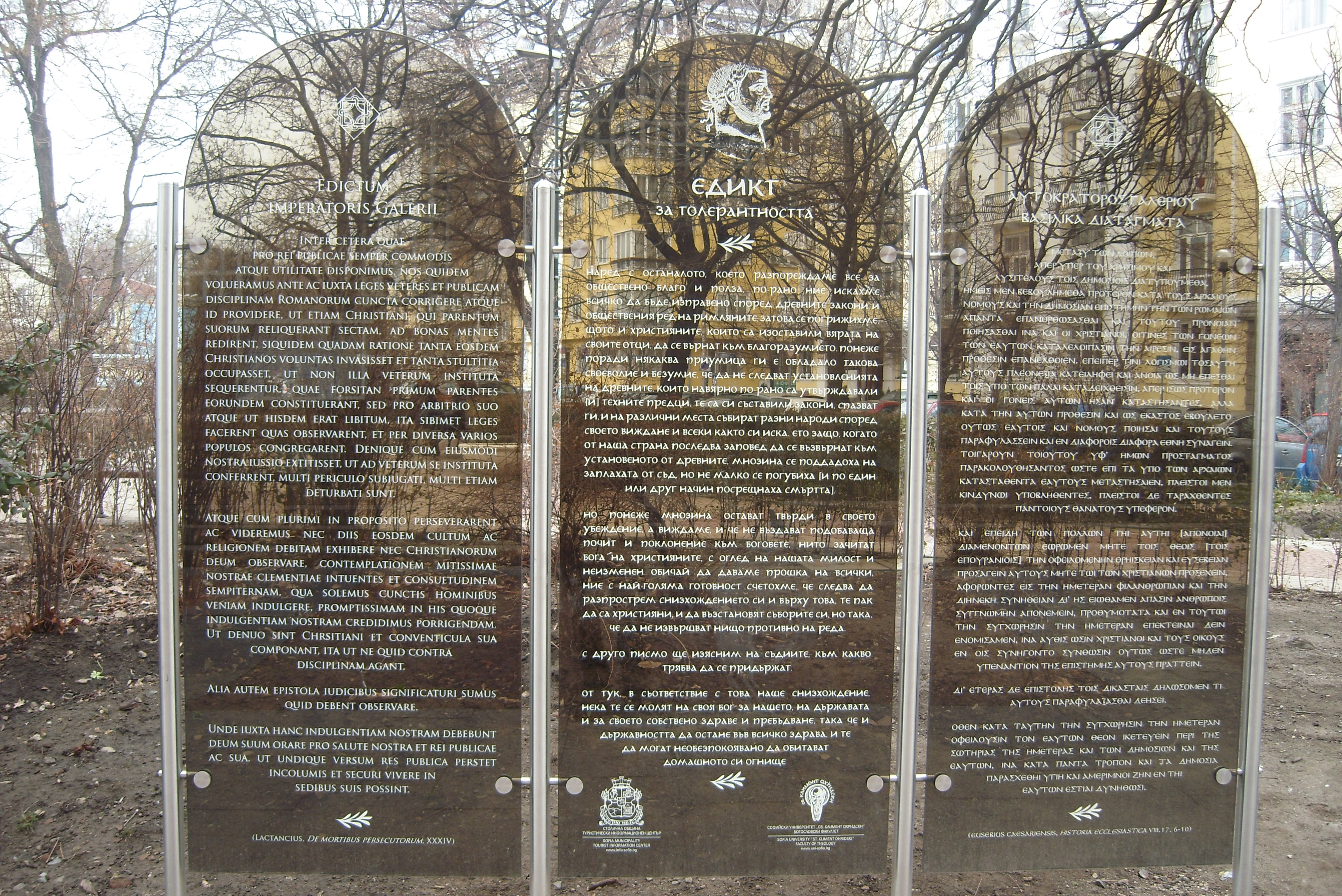
Placa trilingüe (llatí, búlgar, grec) amb l'Edicte davant de l'Església de Santa Sofia, Sofia, Bulgària.

El cristianisme va arribar per primera vegada a la zona quan Sant Pau i alguns dels seus seguidors van viatjar pels Balcans passant per zones poblades de tracis, il·liris i grecs. Va difondre el cristianisme entre els grecs a Beroia, Tessalònica, Atenes, Corint i Dyrrachium. Sant Andreu també va treballar entre els tracis, dacis i escites, i havia predicat a Dobruja i Euxí. Al 46 dC aquest territori va ser conquistat pels romans i annexionat a Mèsia.
L'any 106 dC l'emperador Trajà va envair Dacia. Posteriorment, colons, soldats i esclaus cristians van arribar a Dacia i van difondre el cristianisme.
L'Edicte de Serdica, també anomenat Edicte de Tolerància de l'emperador Galeri, es va publicar en 311 en Serdica (avui Sofia, Bulgària) per l'emperador romà Galeri, posant fi oficialment a la persecució de Dioclecià del cristianisme a Orient. al segle iii va créixer el nombre de cristians. Quan l'emperador Constantí de Roma va promulgar l'Edicte de Milà l'any 313, posant fi a totes les persecucions del cristianisme patrocinades per Roma, la zona es va convertir en un refugi per als cristians. Només dotze anys després, en el 325, Constantí va reunir el Primer Concili de Nicea. Al 391, Teodosi I va convertir el cristianisme en la religió oficial de Roma.
El Cisma Est-Oest, conegut també com el Gran Cisma (encara que aquest últim terme de vegades es refereix al Cisma Occidental posterior), va ser l'esdeveniment que va dividir el cristianisme a catolicisme occidental i ortodòxia oriental grega, seguint la línia divisòria de l'Imperi en llatí occidental. -parts de parla grega oriental i de parla grega.
Les principals causes al·legades del Cisma van ser disputes sobre l'autoritat papal (el Papa va afirmar que tenia autoritat sobre els quatre patriarques orientals, mentre que els patriarques van afirmar que el Papa era simplement el primer entre iguals) i sobre la inserció de la clàusula filioque al Nicene Creed. La causa més seriosa (i real), per descomptat, va ser la competència pel poder entre l'antiga i la nova capital de l'Imperi Romà (Roma i Constantinoble). Va haver-hi altres catalitzadors menys significatius per al Cisma, inclosa la variació sobre les pràctiques litúrgiques i les reclamacions de jurisdicció en conflicte.

## Primera edat mitjana

### Imperi Romà d'Orient

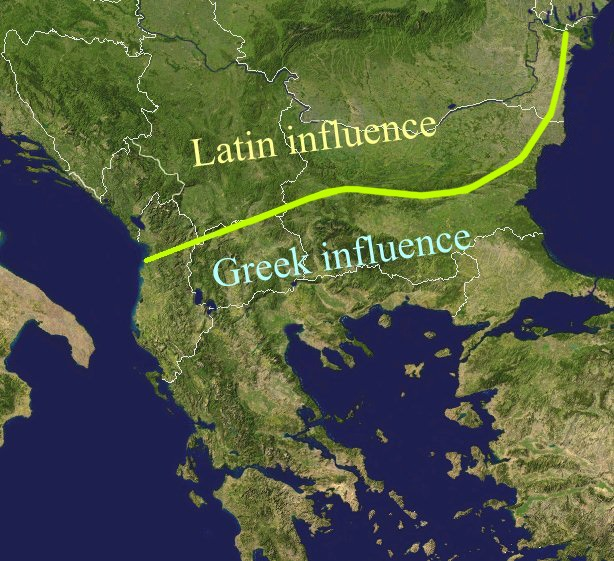
La Línia Jireček que separa les zones d'influència grega i llatina abans de les invasions eslaves.

L'Imperi Romà d'Orient fou la fase medieval hel·lenòfona de l'Imperi Romà durant l'edat mitjana, centrat en la seva capital, Constantinoble. Durant la major part de la seva història va controlar províncies en els Balcans i l'Àsia Menor. L'emperador romà d'Orient Justinià va reprendre i va restaurar durant un temps gran part del territori que una vegada va estar en mans de l'Imperi Romà unificat, des d'Espanya i Itàlia, fins a Anatòlia. A diferència de l'Imperi Romà d'Occident, que va tenir una mort famosa encara poc definida l'any 476 dC, l'Imperi Romà d'Orient va arribar a una conclusió molt menys famosa però molt més definitiva a les mans de Mehmet II i l'Imperi Otomà l'any 1453. E seu expert poder militar i diplomàtic va assegurar, sense voler-ho, que Europa Occidental romangués fora de perill de moltes de les invasions més devastadores dels pobles orientals, en un moment en què els encara nous i fràgils regnes cristians occidentals podrien haver tingut dificultats per contenir-lo.

### Incursions bàrbares

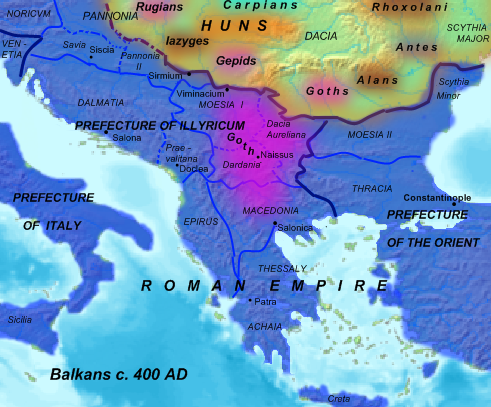
Els Balcans c. 400 dC, en l'època dels huns.

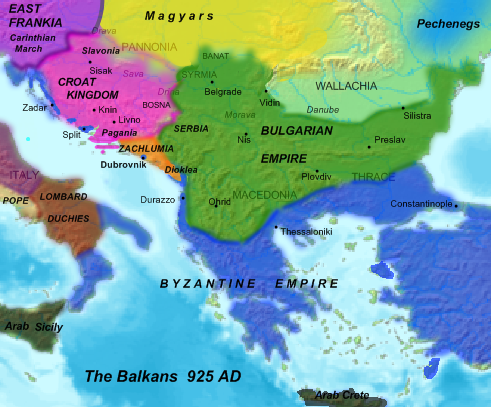
Els Balcans en 925 AD

Coincidint amb el declivi de l'Imperi Romà, moltes tribus «bàrbares» van passar pels Balcans, la majoria de les quals no van deixar cap estat durador. Durant aquestes «edats fosques», Europa Oriental, igual que Europa Occidental, va retrocedir culturalment i econòmicament, tot i que van persistir enclavaments de prosperitat i cultura al llarg de les ciutats costaneres de l'Adriàtic i les principals ciutats gregues de sud. a mesura que l'Imperi Romà d'Orient va ser replegant les seves fronteres, en un intent de consolidar el seu minvant poder, es van desurbanitzar vastes zones, es van abandonar les carreteres i les poblacions natives poden haver-se retirat a zones aïllades com les muntanyes i els boscos.
La primera d'aquestes tribus bàrbares que va entrar en els Balcans van ser els gots. Des del nord d'Alemanya oriental, a través d'Escítia, es van endinsar en els Balcans romans davant l'amenaça dels huns. A aquests gots es van concedir finalment terres dins de la meitat oriental de l'Imperi (al sud de Danubi), com federats (aliats). No obstant això, després d'un període de fam, els proto-visigots es van rebel·lar i derrotar l'emperador l'any 378. Posteriorment, els visigots van saquejar Roma l'any 410, i en un intent de fer-los front, se'ls va concedir terres a França. Els huns, una confederació d'un nucli governant turc-uralià que posteriorment va incorporar diverses tribus germàniques, sàrmates i eslaves, es van desplaçar cap a l'oest d'Europa entrant a Pannònia al 400-410 dC. Se suposa que els huns van desencadenar les grans migracions alemanyes cap a Europa occidental. Des de la seva base, els huns van sotmetre a molts pobles i van crear una esfera de terror que s'estenia des d'Alemanya i el Bàltic fins al Mar Negre. Amb la mort de Àtila l'any 454 dC, les lluites successòries van provocar el ràpid col·lapse del prestigi dels huns i la seva posterior desaparició d'Europa. Mentrestant, els ostrogots es van alliberar de la dominació huna al 454 dC i es van convertir també en foedorati. Els ostrogots també van emigrar cap a l'oest, per encàrrec dels romans d'Orient, i van establir un estat a Itàlia. A la segona meitat de segle v i la primera de la VI, noves tribus bàrbares germàniques van entrar en els Balcans. Els gèpids, que havien viscut en Dacia al segle iii amb els gots, es van assentar en Pannònia i van acabar conquistant Singidúnum (Belgrad) i Sirmium (Sremska Mitrovica), establint un regne de curta durada en el segle vi. Els llombards van entrar en Pannònia l'any 550, van derrotar els gépids i els van absorbir. Al 569 es van endinsar en el nord d'Itàlia, establint el seu propi regne a costa dels ostrogots.
Els romans locals i les restes romanitzats de la població de l'Edat de Ferro dels Balcans van començar la seva assimilació amb els eslaus i els grecs principalment, encara que se sap que han sobreviscut notables comunitats de parla llatina. En la literatura, aquests romanòfons es coneixen com a «valacs». A Dàcia, els colons romans i els dacis romanitzats es van replegar en els Carpats de Transsilvània després de la retirada romana. Les proves arqueològiques indiquen una població romanitzada a Transsilvània almenys al segle viii. En els segles vii i viii, l'Imperi Romà només existia a sud del riu Danubi en forma d'Imperi Romà d'Orient, amb capital a Constantinoble. En aquesta zona de tancament de l'Imperi Romà, de gran diversitat ètnica, es reconeixia als valacs com aquells que parlaven llatí, la llengua oficial de l'Imperi Romà d'Orient utilitzada només en els documents oficials, fins al segle vi, quan es va canviar pel grec, més popular. Aquests valacs originals estaven probablement formats per una varietat de grups ètnics (sobretot tracis, dacis, il·liris) que tenien en comú haver estat assimilats en llengua i cultura de l'Imperi Romà amb els colons romans assentats en les seves zones. Anna Comnène parla Alexiade dels dacis (en lloc dels valacs) dels Balcans i de la riba nord del Danubi i se'ls identificava com romanesos. A l'Adriàtic van sobreviure poblacions de parla romanç, i alguns creuen que els albanesos descendeixen il·liris parcialment romanitzats.

### Primer Imperi Búlgar

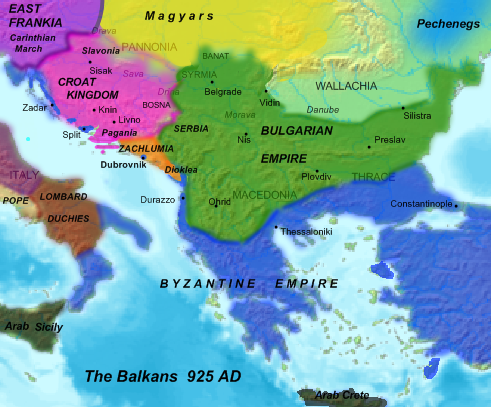
El Primer Imperi Búlgar en la seva extensió territorial més gran durant el regne de Simeó I.

Al segle vii el Primer Imperi Búlgar (Bulgària) va ser establert per Khan Asparukh. En els segles següents, la seva força va augmentar considerablement i es va estendre des del Dnièper fins a Budapest i la Mediterrània. Bulgària va dominar els Balcans durant els següents quatre segles i va ser fonamental per a l'adopció del cristianisme a la regió i entre altres eslaus. El tsar búlgar Simeó I el Gran, seguint la trajectòria cultural i política del seu pare Borís I, va ordenar la creació de l'Alfabet búlgar, que posteriorment va ser difosa pels missioners cap al nord arribant a la Rússia moderna.

## Alta edat mitjana

### República de Venècia
La Rebel·lió dels Assèn va ser una revolta de búlgars i valacs que vivia a Moèsia i a la Serralada dels Balcans, llavors Thema de Parístrion de l'Imperi Romà d'Orient, provocat per un augment d'impostos. Va començar el 26 d'octubre de 1185, festivitat de Sant Demetri de Tessalònica, i va acabar amb la restauració de Bulgària amb la creació del Segon Imperi Búlgar, governat per la dinastia Assèn.
En la construcció del seu imperi comercial marítim, la República de Venècia va dominar el comerç de la sal, va adquirir el control de la majoria de les illes de l'Egeu, incloses Xipre i Creta, i es va convertir en una important "potència" al Pròxim Orient i en tots els Balcans. Venècia es va apoderar d'una sèrie de localitats a les costes orientals de l'Adriàtic abans de l'any 1200, en part per raons purament comercials, però també perquè els pirates amb base allà eren una amenaça per al seu comerç. Des de llavors, el Dux portava els títols de Duc de Dalmàcia i Duc d'Ístria. Venècia va esdevenir una potència plenament imperial després de la Quarta Croada finançada per Venècia, que el 1203 va capturar i en 1204 saquejar i conquerir Constantinoble, dividint l'Imperi Romà d'Orient en diversos estats més petits i va establir l'Imperi Llatí. Posteriorment, Venècia es va fer amb una esfera d'influència a l'Egeu coneguda com a Ducat de l'Arxipèlag, i també va obtenir el control de l'illa de Creta. Afeblit per les constants guerres amb Bulgària i els sectors no conquerits de l'imperi, l'Imperi Llatí va acabar caient quan els romans d'Orient van reconquerir Constantinoble sota l'emperador Miquel VIII Paleòleg l'any 1261. L'últim emperador llatí, Balduí II, es va exiliar, però el títol imperial va sobreviure, amb diversos pretendents a ell, fins al segle xiv.

## Baixa edat mitjana

### L'Imperi Serbi

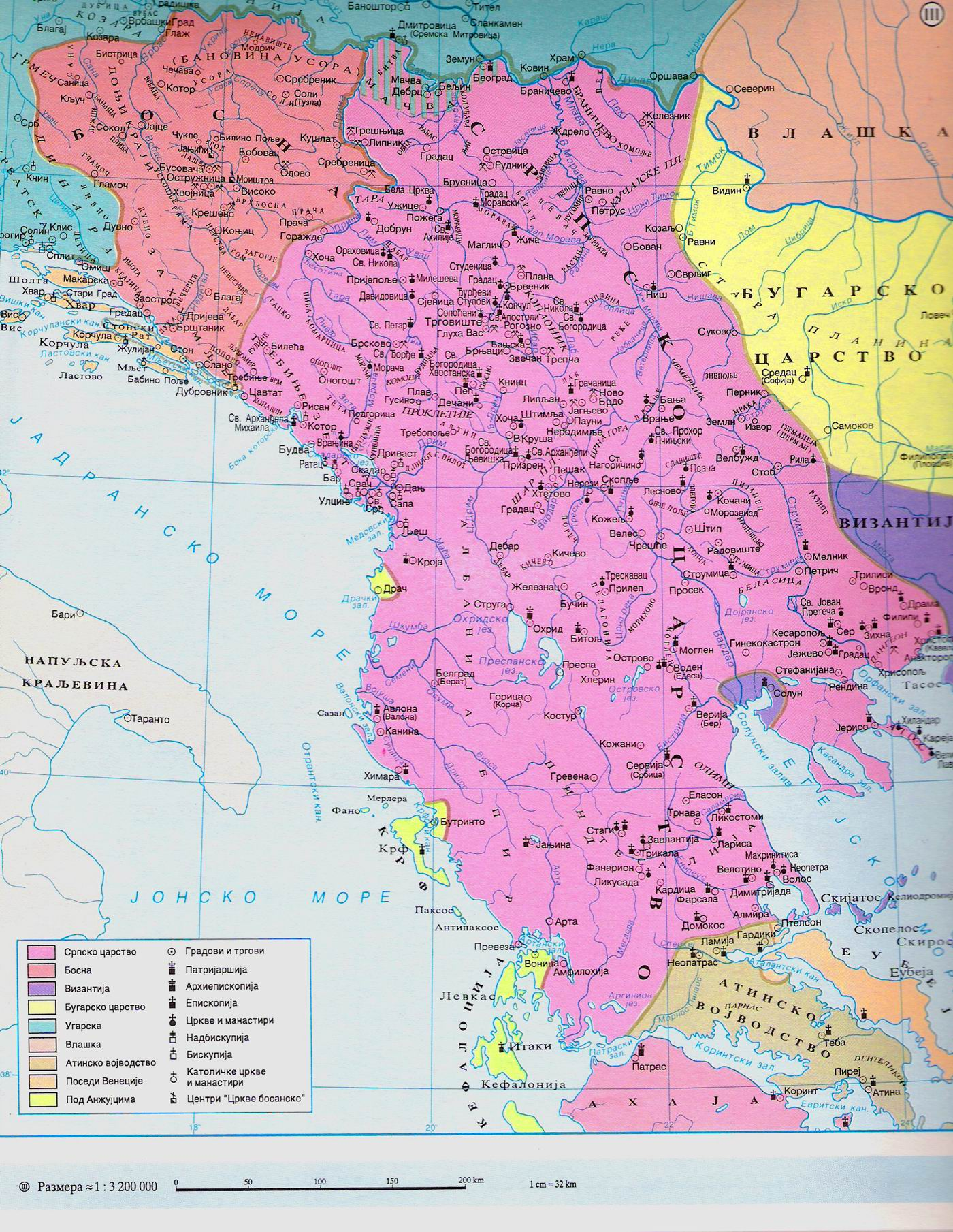
Imperi serbi en 1355

L'any 1346, l'imperi Serbi va ser establert pel rei Stefan Dušan, conegut com a "Dušan el Poderós", que va ampliar considerablement l'estat. Sota el govern de Dušan, Sèrbia era la principal potència dels Balcans, i un imperi multilingüe que s'estenia des del Danubi fins al Golf de Corint, amb la seva capital a Skopje. També va promoure l'arquebisbat serbi al Patriarcat serbi. Dušan va promulgar la constitució de l'Imperi Serbi, coneguda com a Codi de Dušan, potser l'obra literària més important de la Sèrbia medieval. Va ser coronat com a emperador i autòcrata dels serbis i grecs (romans). El seu fill i successor, Uroš V el dèbil, va perdre la major part del territori conquerit per Dušan, d'aquí el seu epítet. L'Imperi Serbi va acabar efectivament amb la mort d'Uroš V a 1371 i la ruptura de l'estat serbi.

### Invasió otomana

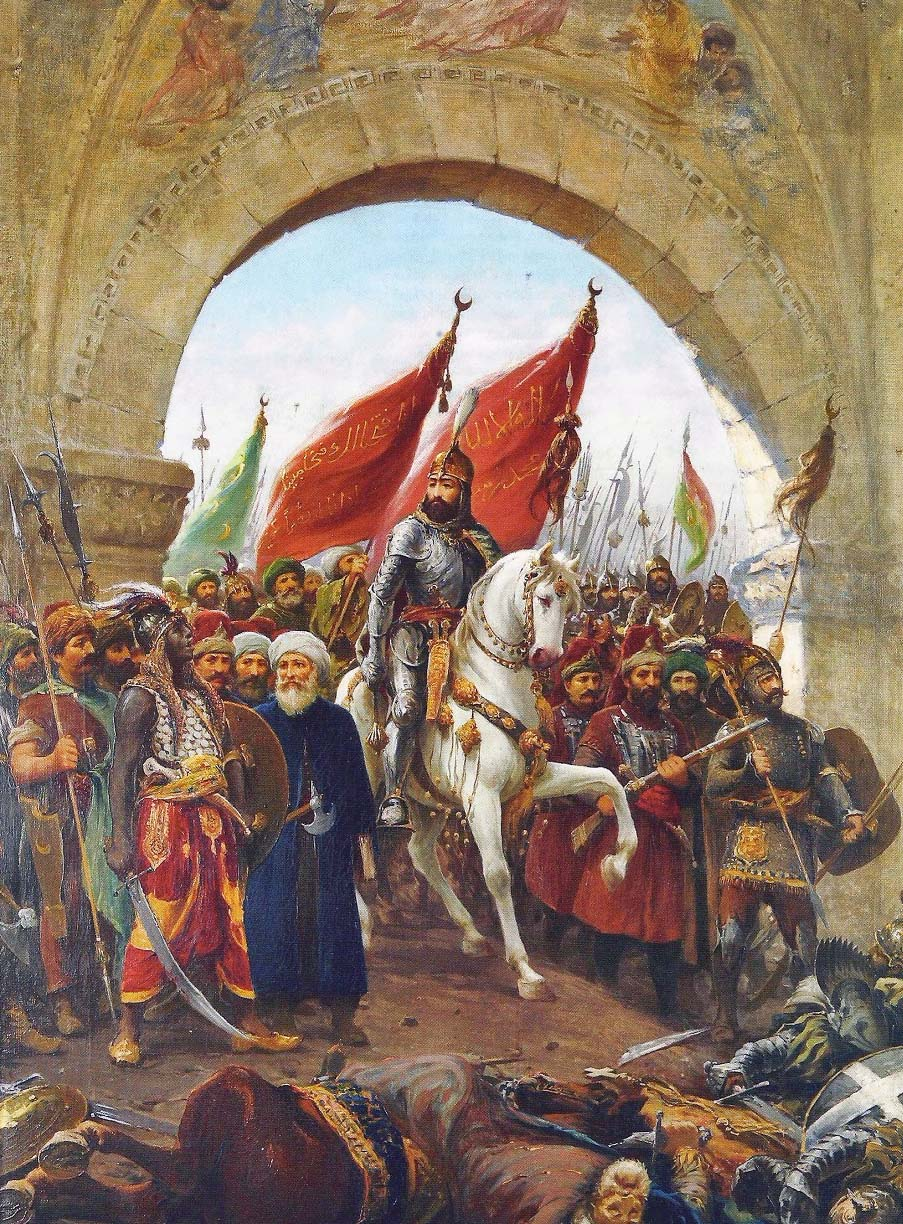
Entrada de sultà Mehmet el Conqueridor a Constantinoble

Al segle xiv el domini otomà va començar a estendre per la Mediterrània oriental i els Balcans. El sultà Orhan, va capturar la ciutat de Bursa l'any 1326 i la va convertir en la nova capital de l'estat otomà. La caiguda de Bursa va suposar la pèrdua de control romà d'Orient sobre el nord-oest d'Anatòlia. La important ciutat de Tessalònica va ser capturada als venecians l'any 1387. La victòria otomana a Kosovo de l'any 1389 va marcar efectivament la finalitat de poder serbi en la regió, aplanant el camí per a l'expansió otomana a Europa. L'Imperi controlava gairebé totes les antigues terres romanes d'Orient que envoltaven la ciutat, però els romans d'Orient es van veure alleujats temporalment quan Timur va envair Anatòlia a la batalla d'Ankara l'any 1402. El fill de Murad II, Mehmet el Conqueridor, va reorganitzar l'estat i l'exèrcit, i va demostrar la seva destresa marcial amb la captura de Constantinoble el 29 de maig de 1453, a l'edat de 21 anys. La conquesta otomana de Constantinoble l'any 1453 per Mehmet II va fonamentar l'estatus de l'Imperi com a potència preeminent al sud-est d'Europa i la Mediterrània oriental. Després de prendre Constantinoble, Mehmet es va reunir amb el patriarca ortodox, Gennadi i va arribar a un acord en el qual l'Església Ortodoxa, a canvi de poder mantenir la seva autonomia i les seves terres, acceptava l'autoritat otomana. L'Imperi va prosperar sota el govern d'una línia de sultans compromesos i eficaços. El sultà Selim I (1512-1520) va ampliar de forma espectacular les fronteres orientals i meridionals de l'Imperi en derrotar Shah Ismail de la Safavid Pèrsia, a la batalla de Chaldiran.

### Regió adriàtica
Des del segle xiv Venècia controlava la major part del comerç marítim dels Balcans amb importants possessions colonials a les costes de l'Adriàtic i de l'Egeu. El llarg declivi de Venècia va començar al segle xv, quan va fer un primer intent infructuós de mantenir Tessalònica contra els otomans (1423-1430). També va enviar vaixells per ajudar a defensar Constantinoble contra els turcs que l'assetjaven (1453). Quan la ciutat va caure en mans del sultà Mehmet II, aquest va declarar la guerra a Venècia. La guerra va durar trenta anys i li va costar a Venècia moltes de les possessions de la Mediterrània oriental. A poc a poc, la República de Venècia va perdre gairebé totes les possessions als Balcans, mantenint en el segle xviii només les zones adriàtiques de l'Ístria veneciana, Dalmàcia i l'Albània veneciana. L'illa veneciana de Corfú va ser l'única zona de Grècia que mai va ser ocupada pels turcs. L'any 1797 Napoleó va conquerir Venècia i va provocar la fi de la República de Venècia en els Balcans.

## Principis de l'època moderna

### Imperi Otomà

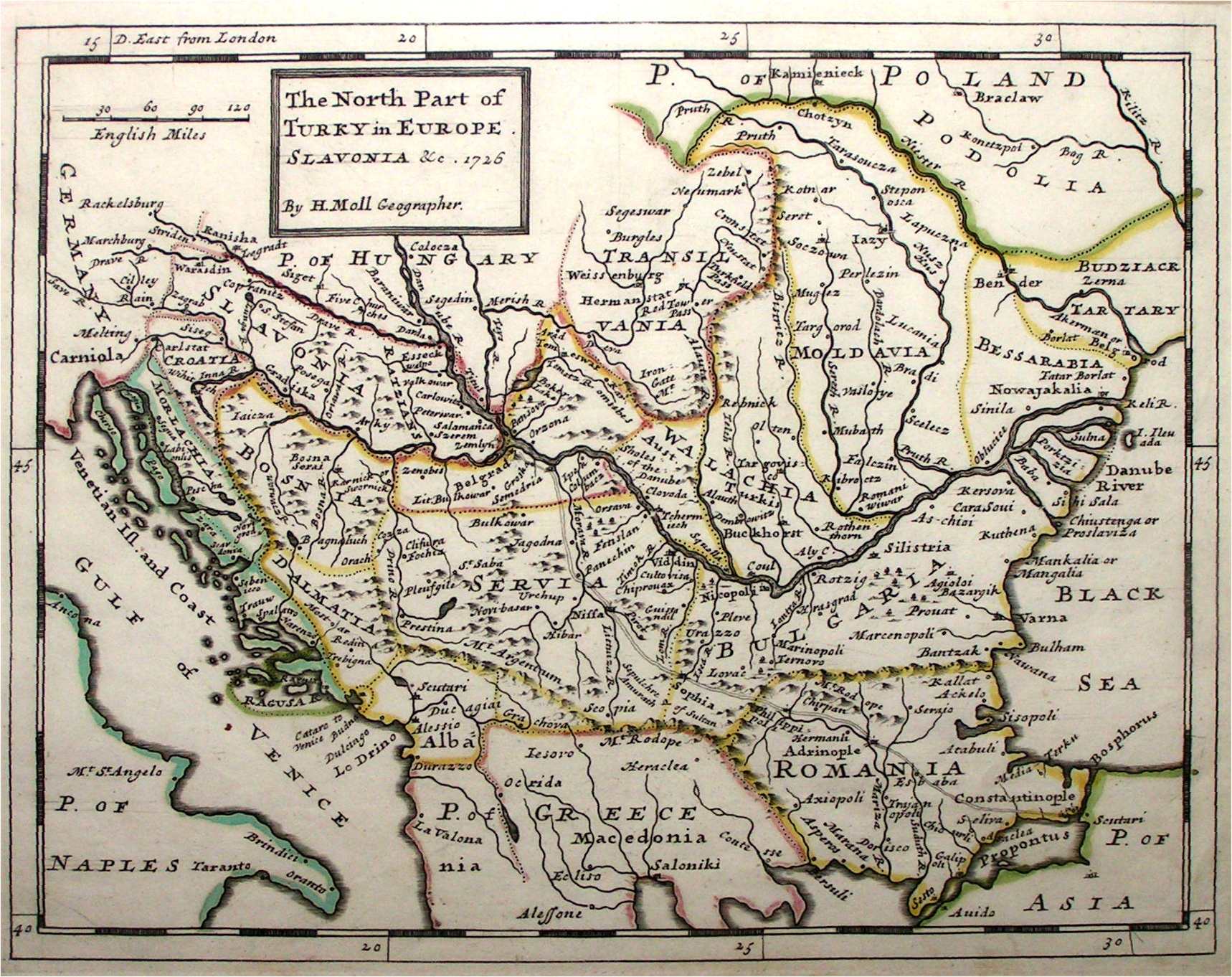
Mapa de l'Imperi Otomà als Balcans (1726)

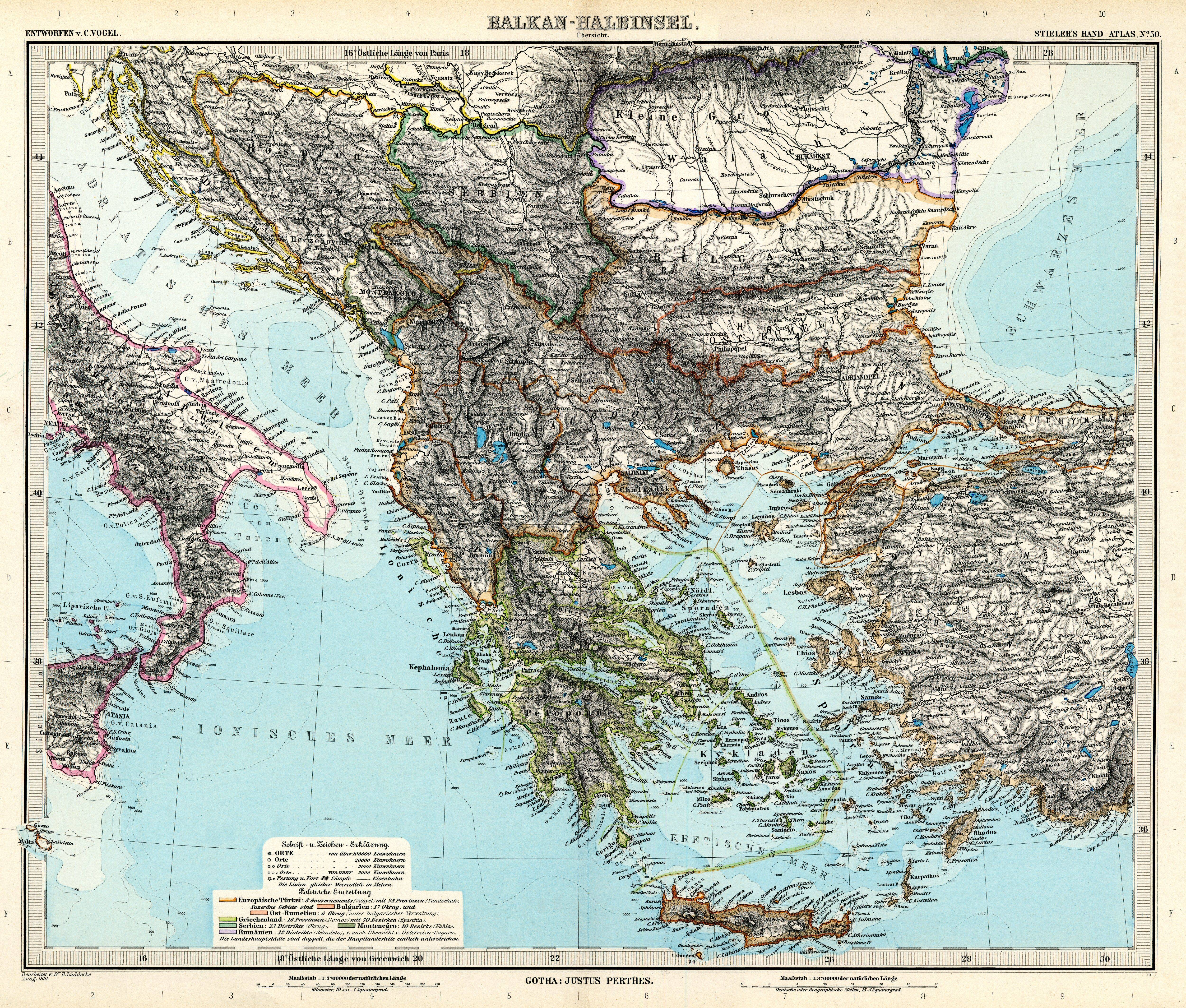
Els Balcans a finals del

Gran part dels Balcans va estar sota domini otomà durant tot el període modern primerenc. El domini otomà va ser llarg, ja que va durar des del segle xiv fins a principis del XX en alguns territoris. L'Imperi Otomà era divers des del punt de vista religiós, lingüístic i ètnic i, a vegades, un lloc molt més tolerant amb les pràctiques religioses en comparació amb altres parts de món. Els diferents grups de l'imperi estaven organitzats segons línies confessionals, en l'anomenat Sistema Millet. Entre els Ortodoxos cristians de l'imperi (el Rum Millet) es va forjar una identitat comuna basada en un sentit compartit del temps definit pel calendari eclesiàstic, els dies dels sants i les festes.
L'estructura social dels Balcans a finals de segle xviii era complexa. Els governants otomans exercien el control principalment de forma indirecta. A Albània i Montenegro, per exemple, els líders locals pagaven un tribut nominal a l'Imperi i, d'altra banda, tenien poc contacte. La República de Ragusa pagava un tribut anual, però d'altra banda era lliure de seguir la seva rivalitat amb la República de Venècia. Els dos principats de parla romanç de Moldàvia i Valàquia tenien la seva pròpia noblesa, però eren governats per famílies gregues triades pel sultà. A Grècia, l'elit estava formada per clergues i erudits, però amb prou feines hi havia aristocràcia grega. Un milió o més de turcs s'havien assentat en els Balcans, normalment en petits centres urbans on eren tropes de guarnició, funcionaris i artesans i comerciants. També hi havia importants comunitats de comerciants jueus i grecs. Els turcs i els jueus no es trobaven al camp, de manera que existia una diferenciació social molt marcada entre les ciutats i la seva regió circumdant en termes de llengua, religió i ètnia. L'Imperi Otomà recaptava impostos al voltant del 10%, però no hi havia treballs forçats i els obrers i camperols no eren especialment oprimits per l'Imperi. El sultà afavoria i protegia el clergat ortodox, principalment com a protecció contra el zel missioner dels catòlics romans.

## Augment del nacionalisme als Balcans
L'auge del nacionalisme sota l'Imperi Otomà va provocar la ruptura del concepte de millet. Amb el sorgiment dels estats nacionals i les seves històries, és molt difícil trobar fonts fiables sobre el concepte otomà de nació i els segles de les relacions entre la Casa d'Osman i les províncies, que es van convertir en estats. Sens dubte, entendre la concepció otomana de nació ens ajuda a comprendre el que va passar als Balcans a la fi del període otomà.
- Renaixement nacional búlgar (segles xviii i xix)
- Revolució Sèrbia (1804-1815 / 1817/1833)
- Guerra d'independència de Grècia (1821-1832)
- Despertar nacional albanès (1830-1912)
- Aixecament de Bòsnia (1831-1832)

La Rebel·lió sèrbia a Hercegovina de 1875, que va conduir a les Guerres serbo-turques (1876-1878), i la sagnant repressió de l'aixecament d'abril a Bulgària, va esdevenir ocasió de l'esclat de la Guerra russo-turca (1877-1878) i l'Alliberament de Bulgària i Sèrbia l'any 1878.

### Congrés de Berlín

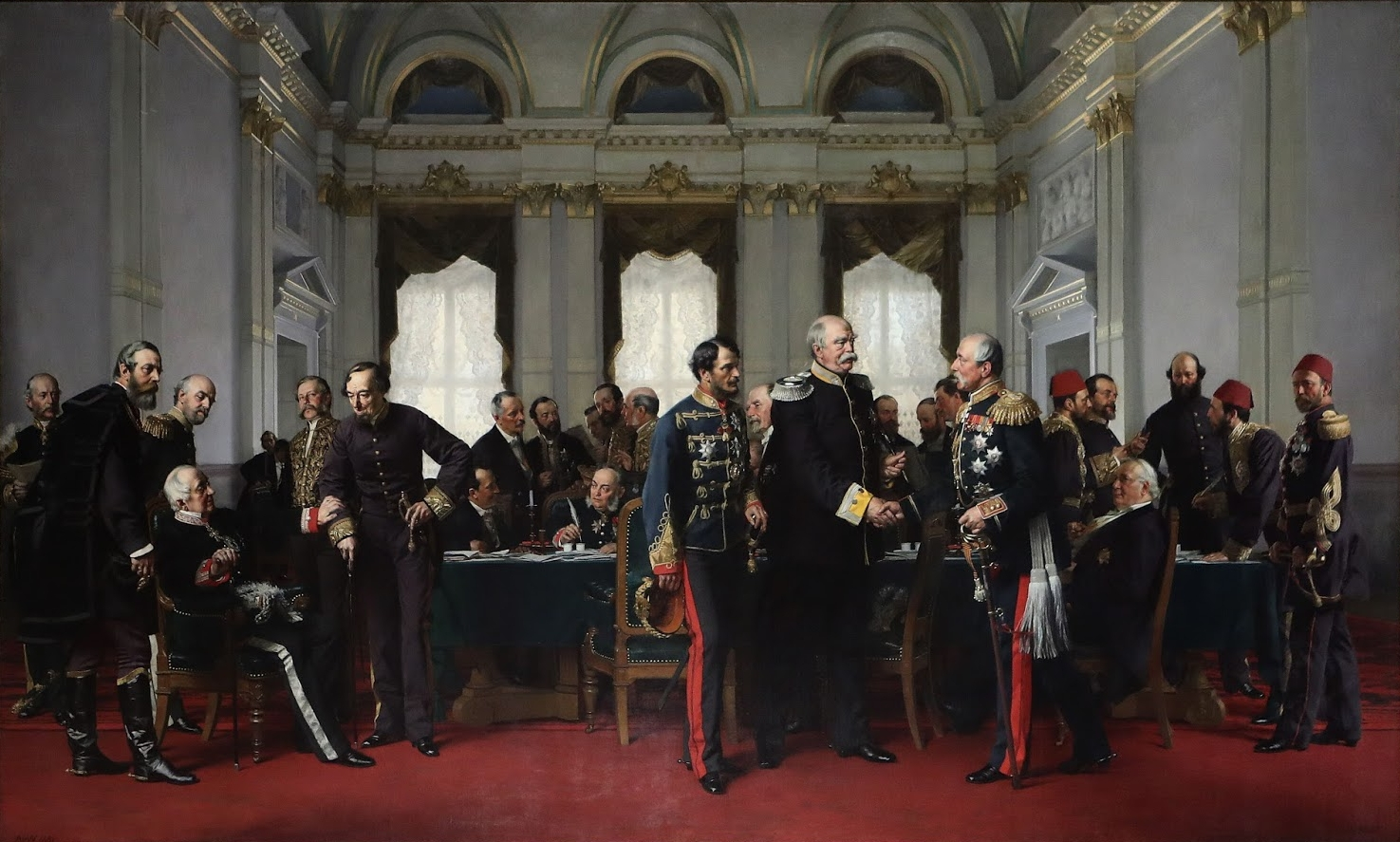
Anton von Werner, Al Congrés de Berlín (1878), Bismarck encaixa la mà de Gyula Andrássy i Pyotr Andreyevich Shuvalov; a l'esquerra estan Alajos Károlyi, Alexander Gorchakov i Benjamin Disraeli

El Congrés de Berlín (13 de juny - 13 de juliol de 1878) va ser una reunió dels principals estadistes de les grans potències europees i de l'Imperi Otomà. Després de la Victòria decisiva de Rússia en una guerra amb Turquia, 1877-1878, la necessitat urgent era estabilitzar i reorganitzar els Balcans, i crear noves nacions. El canceller alemany Otto von Bismarck, que dirigia el Congrés, es va comprometre a ajustar les fronteres per minimitzar els riscos d'una guerra major, reconeixent al mateix temps el reduït poder de l'Imperi Otomà, i equilibrar els diferents interessos de les grans potències.
Com a resultat, les possessions otomanes a Europa van disminuir dràsticament; Bulgària es va establir com un principat independent dins de l'Imperi Otomà, però no se li va permetre conservar tot el seu territori anterior. Bulgària va perdre Rumèlia Oriental, que va ser retornada als turcs sota una administració especial. Macedònia i Tràcia Oriental i Occidental van ser retornades directament als turcs, que van prometre reformes, i Dobrudja del Nord va passar a formar part de Romania, que va aconseguir la plena independència, però va haver de lliurar part de Bessaràbia a Rússia. Sèrbia i Montenegro van obtenir finalment la independència completa, però amb territoris més petits. Àustria s'apodera de Bòsnia i Hercegovina i pren el control de l'Sanjak de Novi Pazar per separar Sèrbia i Montenegro. Gran Bretanya es va apoderar de Xipre.
Al principi, els resultats van ser aclamats com una gran fita per a la pacificació i l'estabilització. No obstant això, la majoria dels participants no estaven del tot satisfets, i els greuges respecte als resultats es van anar agreujant fins que van esclatar a la Guerra Mundial de 1914. Sèrbia, Bulgària i Grècia van obtenir guanys, però molt menys del que creien merèixer. L'Imperi Otomà, anomenat en el seu moment el "malalt d'Europa", va ser humiliat i es va afeblir considerablement, el que ho va fer més propens a l'agitació interna i més vulnerable als atacs. Encara que Rússia havia sortit victoriosa en la guerra que va provocar la conferència, va ser humiliada a Berlín i es va ressentir del tracte rebut. Àustria-Hongria va guanyar una gran quantitat de territori, el que va enfurismar als eslaus del sud, i va conduir a dècades de tensions a Bòsnia i Hercegovina. Bismarck es va convertir en el blanc de l'odi dels nacionalistes russos i dels paneslavistes, i va descobrir que havia vinculat massa a l'Alemanya amb Àustria en els Balcans.
A llarg termini, les tensions entre Rússia i Àustria-Hongria es van intensificar, igual que la qüestió de la nacionalitat als Balcans. El congrés tenia com a objectiu la revisió del Tractat de San Stefano i el manteniment de Constantinoble en mans otomanes. En efecte, va desautoritzar la victòria de Rússia sobre el decadent Imperi Otomà a la Guerra Rus-Turca. El Congrés de Berlín va tornar a l'Imperi Otomà els territoris que el tractat anterior havia atorgat al Principat de Bulgària, sobretot Macedònia, establint així una forta demanda revengista a Bulgària que el 1912 va ser una de les moltes causes de la Primera Guerra dels Balcans.

## Segle XX

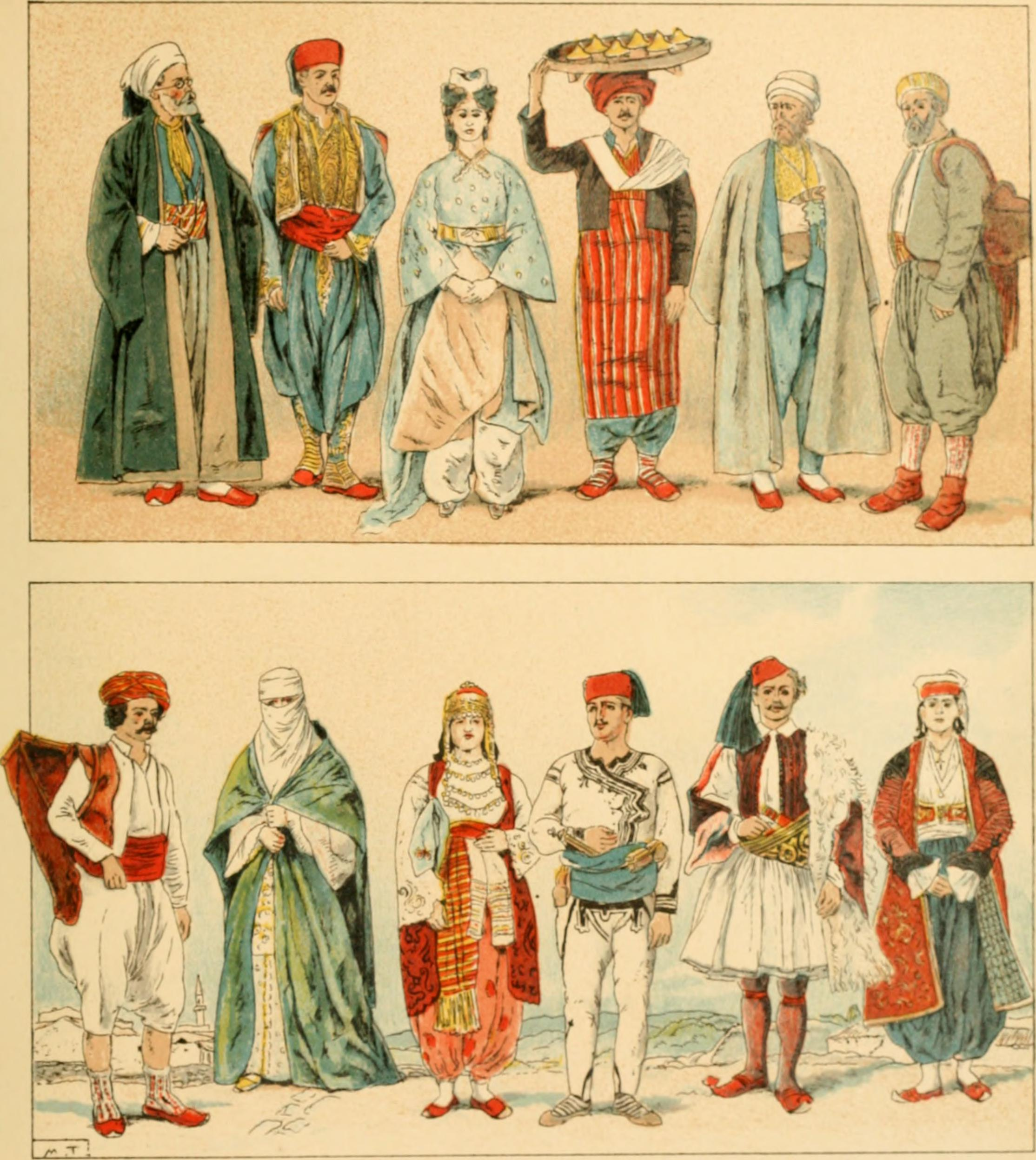
Roba tradicional dels Balcans (c.1905)

### Guerres dels Balcans

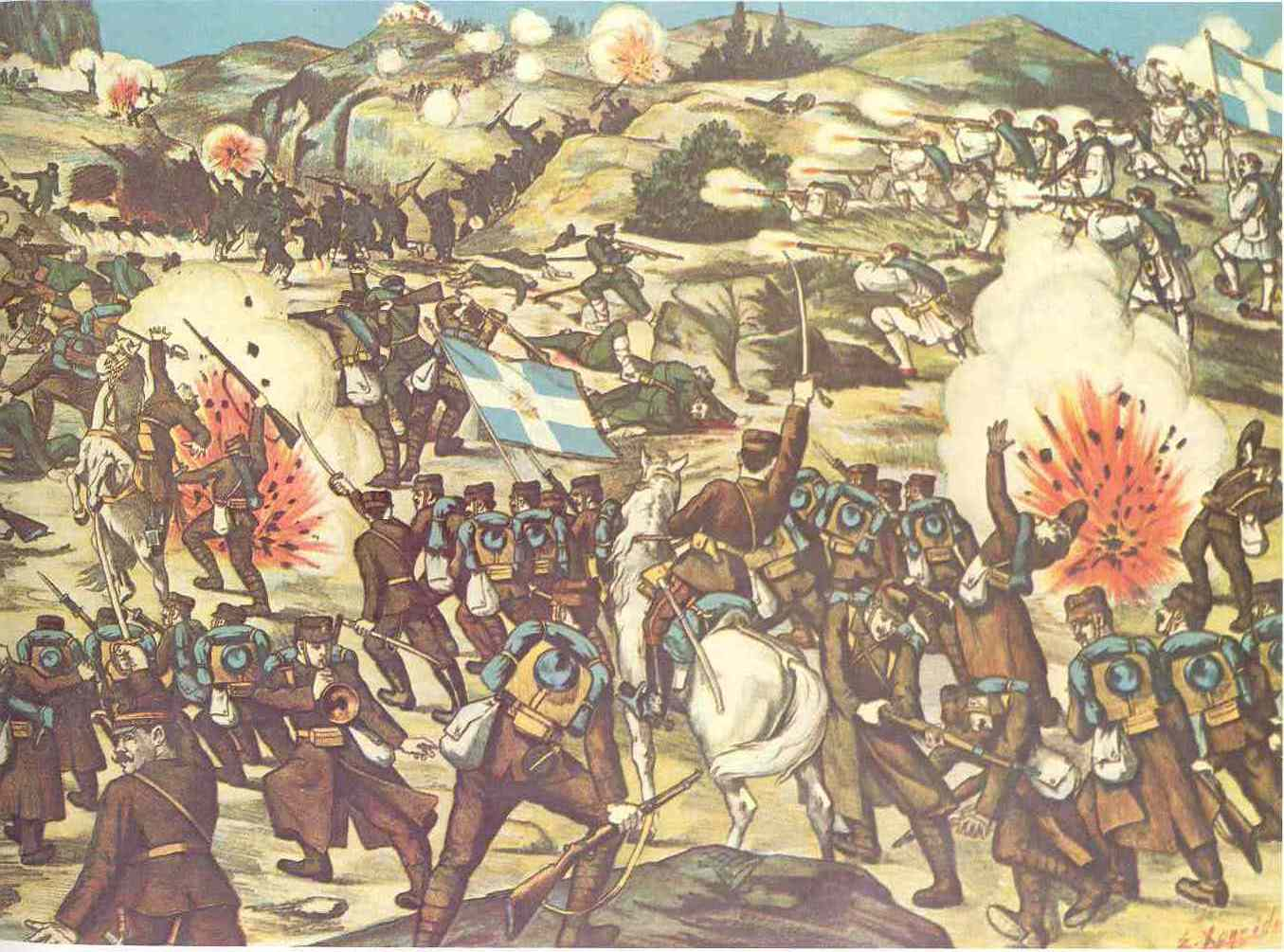
Litografia grega de la Batalla de Kilkis-Lachanas

Les Guerres dels Balcans van ser dues guerres que van tenir lloc als Balcans el 1912 i 1913. Quatre estats balcànics van derrotar l'Imperi Otomà a la primera guerra; un dels quatre, Bulgària, va ser derrotat en la segona. L'Imperi Otomà va perdre gairebé totes les seves possessions a Europa. Àustria-Hongria, encara que no va ser combatent, es va afeblir a mesura que una Sèrbia molt ampliada impulsava la unió dels pobles eslaus meridionals. La guerra va preparar el terreny per a la crisi dels Balcans de 1914 i, per tant, va ser un "preludi de la Primera Guerra Mundial".

### Primera Guerra Mundial

#### L'arribada de la guerra (1914)
La colossal Primera Guerra Mundial es va iniciar a partir d'una espurna en els Balcans, quan un serbi de Bòsnia anomenat Gavrilo Princip va assassinar l'hereu del tron austríac, l'arxiduc Francesc Ferran. Princip era membre d'un grup militant serbi anomenat Crna Ruka (en Serbi "Mà Negra"). Després de l'assassinat, Àustria-Hongria va enviar a Sèrbia un ultimàtum el juliol de 1914 amb diverses disposicions destinades en gran manera a impedir el compliment serbi. Quan Sèrbia només va complir parcialment els termes de l'ultimàtum, Àustria-Hongria va declarar la guerra a Sèrbia el 28 de juliol de 1914.
Molts membres de govern austrohongarès, com Conrad von Hötzendorf havien esperat provocar una guerra amb Sèrbia durant diversos anys. Tenien un parell de motius. En part, temien el poder de Sèrbia i la seva capacitat per sembrar la dissidència i el desordre en les províncies "eslaves de sud" de l'imperi sota la bandera d'un "gran estat eslau". Una altra esperança era poder annexionar territoris serbis per canviar la composició ètnica de l'imperi. Amb més eslaus en l'Imperi, alguns a la meitat de govern dominada pels alemanys esperaven equilibrar el poder de govern hongarès dominat pels magiars. Fins a 1914, els elements més pacífics havien pogut argumentar en contra d'aquestes estratègies militars, sigui per consideracions estratègiques o polítiques. No obstant això, Franz Ferdinand, un dels principals defensors d'una solució pacífica, havia estat retirat de l'escena, i els elements més durs van poder imposar-se. Un altre factor va ser l'evolució d'Alemanya, que va donar a la Doble Monarquia un "xec en blanc" per portar a terme una estratègia militar que garantís el suport d'Alemanya.
La planificació austrohongaresa de les operacions contra Sèrbia no va ser àmplia i es van trobar amb moltes dificultats logístiques per mobilitzar l'exèrcit i començar les operacions contra els serbis. Van tenir problemes amb els horaris dels trens i els calendaris de mobilització, que entraven en conflicte amb els cicles agrícoles d'algunes zones. Quan les operacions van començar a principis d'agost, Àustria-Hongria no va poder aixafar als exèrcits serbis com molts dins de la monarquia havien predit. Una dificultat per als austrohongaresos va ser que van haver de desviar moltes divisions al nord per contrarestar l'avanç dels exèrcits russos. La planificació de les operacions contra Sèrbia no havia tingut en compte la possible intervenció russa, que l'exèrcit austrohongarès havia suposat que seria contrarestada per Alemanya. No obstant això, l'exèrcit alemany havia planejat durant molt de temps atacar França abans de dirigir-se a Rússia donada una guerra amb les potències de la Triple Entesa. (Vegeu: Pla Schlieffen) La mala comunicació entre els dos governs va conduir a aquest catastròfic descuit.

#### Els combats a 1914
Com a resultat, l'esforç bèl·lic d'Àustria-Hongria es va veure danyat gairebé sense remei a un parell de mesos de l'inici de la guerra. L'exèrcit serbi, que pujava des del sud de país, es va enfrontar a l'austríac a la batalla de Cer que va començar el 12 d'agost de 1914.
Els serbis es van instal·lar en posicions defensives contra els austro-hongaresos. El primer atac es va produir el 16 d'agost, entre parts de la 21a divisió austrohongaresa i parts de la divisió combinada sèrbia. En un dur combat nocturn, la batalla va tenir alts i baixos, fins que la línia sèrbia es va recuperar sota el lideratge de Stepa Stepanovic. Tres dies després, els austríacs es van retirar a l'altre costat del Danubi, havent sofert 21.000 baixes enfront de 16.000 sèrbies. Això va marcar la primera victòria aliada de la guerra. Els austríacs no havien aconseguit el seu objectiu principal d'eliminar a Sèrbia. En els mesos següents, els dos exèrcits van lliurar grans batalles en Drina (del 6 de setembre a l'11 de novembre) i en Kolubara, del 16 de novembre al 15 de desembre.
A la tardor, amb molts austrohongaresos lligats en durs combats amb Sèrbia, Rússia va poder fer grans incursions a Àustria-Hongria capturant Galícia i destruint gran part de la capacitat de combat de l'Imperi. No va ser fins a l'octubre de 1915 amb molta ajuda alemanya, búlgara i turca que Sèrbia va ser finalment ocupada, encara que el debilitat exèrcit serbi es va retirar a Corfú amb ajuda italiana i va seguir lluitant contra les potències centrals.
El Comitè Iugoslau, un grup d'interès polític format per eslaus del sud d'Àustria-Hongria durant la Primera Guerra Mundial, tenia com a objectiu unir-se a les nacions eslaves del sud existents en un estat independent. D'aquest pla, finalment va néixer un nou regne: El Regne dels Serbis, Croats i Eslovens.
Montenegro va declarar la guerra el 6 d'agost de 1914. Bulgària, però, es va mantenir al marge abans d'unir-se finalment a les Potències Centrals l'any 1915, i Romania es va unir als Aliats el 1916.
El 1916 els Aliats van enviar la seva malmesa expedició a Gallipoli, en els Dardanels, i a la tardor de 1916 es van establir a Salònica, establint el front. No obstant això, els seus exèrcits no es van moure del front fins a gairebé el final de la guerra, quan van marxar cap al nord per alliberar els territoris sota domini de les Potències Centrals.

### Conseqüències de la Primera Guerra Mundial

Història política dels Balcans

La guerra va tenir enormes repercussions a la península balcànica. La població de tota la zona va patir greus trastorns econòmics i la mobilització massiva va provocar greus baixes, especialment a Sèrbia, on van morir més d’1,5 milions de serbis, la qual cosa suposava aproximadament ¼ de la població total i més de la meitat de la població masculina. A les zones menys desenvolupades la Primera Guerra Mundial es va deixar sentir de diferents maneres: la requisició d'animals de tir, per exemple, va causar greus problemes en els pobles que ja patien l'allistament d'homes joves, i moltes connexions comercials recentment creades es van arruïnar.
Les fronteres de molts estats es van redissenyar per complet, i es va crear el nou Regne dels Serbis, Croats i Eslovens, més tard Iugoslàvia. Tant Àustria-Hongria com l'Imperi Otomà es van dissoldre formalment. Com a resultat, l'equilibri de poder, les relacions econòmiques i les divisions ètniques es van veure completament alterades.
Alguns canvis territorials importants són:
- La incorporació de Transsilvània i el Banat oriental a Romania
- La incorporació de Sèrbia, Montenegro, Eslavònia, Croàcia, Voivodina, Carniola, part d'Estíria, la major part de Dalmàcia i Bòsnia i Hercegovina al Regne dels Serbis, Croats i Eslovens.
- Ístria, Zadar i Trieste passen a formar part d'Itàlia.

### Segona Guerra Mundial

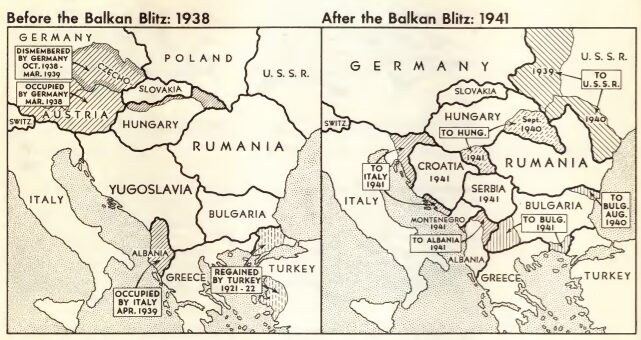

La Segona Guerra Mundial en els Balcans va començar pels intents italians de crear un imperi italià. Van envair Albània el 1939 i la van annexionar al cap d'una setmana al Regne d'Itàlia. Després van exigir a Grècia que es rendís l’octubre de 1940. No obstant això, el desafiament del primer ministre grec Metaxas, el 28 d'octubre de 1940, va iniciar la guerra greco-italiana. Després de set mesos de durs combats, amb algunes de les primeres victòries aliades i la pèrdua per part dels italians de gairebé un terç d'Albània, Alemanya va intervenir per salvar el seu aliat. En 1941, va envair Iugoslàvia amb les forces que després van utilitzar contra la Unió Soviètica.
Després de la caiguda de Sarajevo el 16 d'abril de 1941 en mans de l'Alemanya nazi, les províncies iugoslaves de Croàcia, Bòsnia i Hercegovina van ser recreades com a estats satèl·lits feixistes, Nezavisna Država Hrvatska (NDH, l'Estat Independent de Croàcia). El nacionalista croat Ante Pavelić va ser nomenat líder. Els nazis van crear efectivament la Handschar i van col·laborar amb els Ustaše per combatre els partisans iugoslaus.
Amb ajuda d'Itàlia, van aconseguir conquerir Iugoslàvia en dues setmanes. A continuació, van unir forces amb Bulgària i van envair Grècia des del costat iugoslau. Tot i la resistència grega, els alemanys van aprofitar la presència de l'exèrcit grec a Albània contra els italians per avançar en el nord de Grècia i, en conseqüència, conquerir tot el país en tres setmanes, amb l'excepció de Creta. No obstant això, tot i la ferotge resistència cretenca, que va costar als nazis el gruix de les seves forces paracaigudistes d'elit, l'illa va capitular després d'onze dies de lluita.
L'1 de maig, les fronteres dels Balcans van tornar a reorganitzar-se, amb la creació de diversos estats titelles, com Croàcia i Montenegro, l'expansió albanesa a Grècia i Iugoslàvia, l'annexió búlgara de territoris al nord grec, la creació d'un estat valac a les muntanyes gregues del Pindus i l'annexió de totes les illes jòniques i part de les de l'Egeu a Itàlia.
Amb la fi de la guerra, els canvis de la composició ètnica van tornar a les seves condicions originals i els colons van tornar a les seves terres d'origen, principalment els assentats a Grècia. Una població albanesa de nord grec, els cams, va ser obligada a fugir de les seves terres perquè col·laborava amb els italians. El seu nombre era d'uns 18000 el 1944.

### Conseqüències de la Segona Guerra Mundial
Entre el 7 i el 9 de gener de 1945, les autoritats iugoslaves van matar diversos centenars de búlgars declarats a Macedònia com a col·laboradors, en un succés conegut com el "Nadal sagnant".
La Guerra Civil Grega es va lliurar entre 1944 i 1949 a Grècia entre les forces armades de govern grec, amb el suport des del principi de la Gran Bretanya i més tard pels Estats Units, contra les forces de la resistència de guerra contra l'ocupació alemanya, la direcció estava controlada pel Partit Comunista de Grècia. El seu objectiu era la creació d'una Grècia del Nord comunista. Va ser la primera vegada en la Guerra Freda que les hostilitats van desembocar en una guerra per poders. El 1949, els partisans van ser derrotats per les forces governamentals.

## Resum de les històries dels estats
- Albània: Els protoalbanesos van ser probablement un conglomerat de tribus il·líries que es van resistir a l'assimilació amb les últimes onades de migracions cap als Balcans. El regne ardià, amb capital a Scodra, és potser el millor exemple d'un estat albanès antic centralitzat. Després de diversos conflictes amb la República Romana, que van desembocar en la Tercera Guerra Il·lírica, Ardiaean, igual que gran part dels Balcans, va quedar sota el domini romà durant segles. El seu últim governant, el rei Gentius, va ser portat captiu a Roma l'any 167 aC. Després de la caiguda de l'Imperi Romà d'Occident, el territori de l'actual Albània va romandre sota control romà d'Orient fins a les migracions eslaves. Al segle IX es va integrar en l'Albània sota l'Imperi Búlgar. El nucli territorial de l'Estat albanès es va formar en l'edat mitjana, com el Principat d'Arbanon i el Regne d'Albània. Els primers registres d'albanesos com a ètnia diferenciada també daten d'aquest període. La major part de la costa d'Albània va estar controlada per la República de Venècia des del segle x fins a l'arribada dels turcs otomans (Albània Vèneta), mentre que l'interior va ser governat per romans d'Orient, búlgars o serbis. Malgrat la llarga resistència de Skanderbeg, la zona va ser conquerida al segle xv per l'Imperi Otomà i va romandre sota el seu control com a part de la província de Rumèlia fins a 1912, quan es va declarar el primer estat albanès independent. La formació d'una «consciència nacional albanesa» data de finals del segle XIX i forma part del fenomen més ampli de l'ascens del nacionalisme sota l'Imperi Otomà.
- Bòsnia i Hercegovina: El territori estava dividit entre Croàcia i Sèrbia a l'alta edat mitjana. "Segons l'AID, la mateixa Bòsnia era una entitat política sèrbia. Bòsnia, juntament amb altres territoris, va passar a formar part de Duklja al segle xi. Amb el temps, Bòsnia es va separar sota el seu propi governant. Després de 1101, Bòsnia es separar de Duklja, i posteriorment va passar a estar sota la sobirania hongaresa, igual que Croàcia. El domini romà d'Orient va interrompre el domini hongarès, i sota la sobirania romana d'Orient va sorgir el Banat de Bòsnia. El posterior banato es va convertir en un vassall nominal hongarès. L'Església bosniana era una església cristiana a Bòsnia considerada herètica, a la qual es van adherir alguns governants. Els governants es van empoderar a través del comerç amb Ragusa, i van guanyar terres de Sèrbia (Hercegovina). Bòsnia va aconseguir el seu apogeu sota el govern de Tvrtko, que va prendre més terres, incloses parts de Dalmàcia, i es va coronar com a rei l'any 1377. Després de la conquesta otomana de Sèrbia, el va seguir Bòsnia. Es va establir el sanjacat de Bòsnia, i la població local va ser objecte d'islamització durant els segles següents per part de l'Imperi Otomà, que va garantir més drets als musulmans. Les tensions ètniques que van sorgir en els temps moderns es deriven d'aquesta divisió religiosa. Àustria-Hongria es va apoderar de Bòsnia i Hercegovina en 1878 i la va annexionar el 1908. Posteriorment es va unir a Iugoslàvia. Després de la Guerra de Bòsnia, l'estat va rebre per primera vegada la independència internacional.
- Bulgària: Els búlgars van arribar des del nord-est i es van assentar als Balcans després de l'any 680. Posteriorment van ser absorbits per les nombroses tribus eslaves locals. Bulgària es va fer oficialment cristiana a la fi del segle ix. La Ciríl·lica es va desenvolupar a l'Escola Literària de Preslav a Bulgària a la fi de segle IX - principis del segle x. L'Església Búlgara va ser reconeguda com a autocèfala durant el regnat de Borís I de Bulgària i es va convertir en Patriarcat durant el tsar Simeó el Gran, que va ampliar enormement l'estat sobre el territori romà d'Orient. En 1018, Bulgària es va convertir en un tema autònom en l'Imperi Romà fins a la restauració per la dinastia Assèn l'any 1185. Al segle xiii, Bulgària va tornar a ser un dels estats poderosos de la regió. L'any 1422, totes les terres búlgares a sud de Danubi van passar a formar part de l'Estat otomà, encara que el control local va seguir en mans búlgares en molts llocs. Les terres búlgares a l'altre costat del Danubi, el Segon Imperi Búlgar. Els Boiars van continuar governant durant els tres segles següents. L'idioma búlgar va seguir sent la llengua oficial a nord del Danubi fins al segle xix.
- Croàcia: Després de l'assentament dels eslaus a les províncies romanes de Dalmàcia i Pannònia, les tribus croates van establir dos ducats. Estaven envoltats pels francs (i més tard pels venecians) i els àvars (i més tard pels magiars), mentre que els romans d'Orient intentaven mantenir el control de la costa dàlmata. El Regne de Croàcia es va fundar l'any 925. Abastava parts de Dalmàcia, Bòsnia i Pannònia. L'estat va quedar sota la influència papal (catòlica). L'any 1102, Croàcia es va unir a Hongria. Croàcia seguia sent considerada un regne independent, encara que vassall. Amb la conquesta otomana dels Balcans, Croàcia va caure després de successives batalles, finalitzades en 1526. La part restant va rebre llavors el domini i la protecció d'Àustria. Gran part de les seves zones frontereres van passar a formar part de la Frontera militar, habitada i protegida per serbis, valacs, croats i alemanys, ja que la zona havia quedat deserta. Croàcia es va unir a Iugoslàvia l'any 1918-20. La independència es va mantenir després de la Guerra de la independència de Croàcia.
- Grècia: Els grecs, un grup ètnic antic (atenesos, espartans, peloponesos, tessalis, macedonis etc.) i la civilització més antiga d'Europa[40] i després la civilització Micènica al continent (1600-1100 aC).[40] L'abast de l'habitabilitat i el domini grecs ha variat al llarg dels temps i, com a resultat, la història de Grècia és igualment elàstica en el que inclou.
- Montenegro: Al segle x, hi havia tres principats al territori de Montenegro: Duklja, Travunia, i Sèrbia ("Raška"). A mitjan segle XI, Duklja va aconseguir la independència gràcies a una revolta contra els romans d'Orient; la dinastia Vojislavljevic va governar com a monarques serbis, havent pres territoris de l'antic Principat de Sèrbia. Després va passar a estar sota el domini de la dinastia Nemanjić de Sèrbia. Al segle xiii, Zeta havia substituït Duklja per referir-se al regne. A la fi de segle xiv, el sud de Montenegro (Zeta) va passar a estar sota el domini de la família noble Balšić, i després de la família noble Crnojević, i al segle xv, Zeta es denominava més sovint Crna Gora (Venecià:  muntanya negra). Grans parts van caure sota el control de l'Imperi Otomà des de 1496 fins a 1878. La República de Venècia va dominar les costes de l'actual Montenegro des de 1420 fins a 1797; la zona al voltant del Kotor va passar a formar part de l'Albània veneciana. Algunes parts també van ser controlades breument pel Primer Imperi Francès i Àustria-Hongria al segle xix. Des de 1696 fins a 1851, els metropolitans de Cetinje (de la Casa de Petrovič-Njegoš) van governar l'entitat política de Montenegro (Antic Montenegro) juntament amb els governants tribals. Els Petrović-Njegoš van transformar Montenegro en un principat el 1851 i van governar fins a 1918. La independència del Principat de Montenegro es va rebre en 1878. A partir de 1918, va formar part de Iugoslàvia. Sobre la base d'un referèndum d'independència celebrat el 21 de maig de 2006, Montenegro es va independitzar.
- Macedònia del Nord: Macedònia del Nord celebra oficialment el 8 de setembre de 1991 com Dia de la Independència (macedònic:  Ден на независноста, Den na nezavisnosta), en relació amb el referèndum d'independència de Macedònia de 1991 el referèndum que avalava la independència de Iugoslàvia, tot i que legalitzant la participació en la futura unió dels antics estats de la Iugoslàvia.[41] L'aniversari de l'inici de l'Aixecament d'Ilinden (Dia de Sant Elies) el 2 d'agost també se celebra àmpliament en l’àmbit oficial com el Dia de la República.
- Sèrbia: Després de l'assentament dels eslaus, els serbis van establir diversos principats, com s'explica a l'AID. Sèrbia va ser elevada a regne l'any 1217, i a imperi l'any 1346. Al segle xvi, tot el territori de l'actual Sèrbia va ser annexionat per l'Imperi Otomà, de vegades interromput per l'Imperi dels Habsburg. A principis de segle xix, la Revolució Sèrbia va restablir l'Estat serbi, sent pionera en l'abolició del feudalisme en els Balcans. Sèrbia es va convertir en la primera monarquia constitucional de la regió, i posteriorment va ampliar el seu territori en les guerres. L'antiga corona dels Habsburg, Vojvodina, es va unir al Regne de Sèrbia l'anyn 1918. Després de la Primera Guerra Mundial, Sèrbia va formar Iugoslàvia amb altres pobles eslaus del sud, que va existir en diverses formes fins a 2006, quan el país va recuperar la seva independència.